# 승소가능성이 없는 사건
승소가능성이 없는 사건은 재판에서 이길 확률이 아주 낮은 사건을 뜻한다. 이는 불가능하지 않더라도 지극히 곤란하거나 희박한 경우도 포함한다. 한국의 법조윤리 규칙은 변호사는 범죄혐의가 희박한 사건의 고소 또는 고발을 종용하여서는 아니 된다(윤리규직 제 14조 제 2 항)고 또 변호사는 의뢰인이 기대하는 결과를 얻을 가망이 없는 사건을， 그 가망이 있는 것처럼 가장하거나 장담하여서는 아니 된다(윤리규직 제 16조 제 4항)하여 이런 사건의 소송을 억제하고 있다. 미국 법조윤리규칙 역시 비슷한 내용을 담고 있다.

## 유명 사건
- 수선 맡긴 바지를 잃어버렸다고 세탁소를 상대로 6천5백만달러 (602억원) 배상 소송을 낸 미국 판사 사건
- 마이클 조던과 얼굴이 닮아 정신적 피해를 입었다면서 8천320억원의 소송을 낸 경우[1]

## 같이 보기
- 절차악용
- 악의적 기소
- 사실심리생략판결